# Камелот
Камелот (енгл. Camelot) замак је и двор повезан са легендарним краљем Артуром. Одсутан у радним артурским материјалима, Камелот се први пут појавио у француским романсама из 12. вијека, од циклуса Ланселот-Грал, описан је као фантастична пријестолница Артуровог краљевства и симбол артурског свијета.
Приче га смјештају негдје у Великој Британији и понекад га повезују са стварним градовима, мада се тачно мјесто обично не открива. Већина научника га сматра потпуно измишљеним, а његова неодређена географија савршена је за писце витешких романа. Ипак, расправе о „правом Камелоту” јављају се од 15. вијека и данас се воде популарним радовима и у туристичке сврхе.